# Rodoviária Nacional
Die Rodoviária Nacional war ein staatliches Busunternehmen in Portugal.
Im Zuge der neuen Wirtschaftspolitik nach der Nelkenrevolution 1974 wurden Schlüsselindustrien und -Unternehmen verstaatlicht, auch im Bereich der Personenbeförderung. So wurden nach einem Gesetzesbeschluss von 1975 alle Busbetreiber, deren Flotte größer als 60 Busse war, zur Rodoviária Nacional (RN, dt. etwa "Nationale Transportgesellschaft") zusammengefasst, und in der ab dem 1. Juni 1976 einheitlich geführten RN aufgelöst.
Die RN betrieb ein landesweites Netz an Buslinien, sowohl im Nahverkehr, als auch im Überlandbus-Betrieb (Intercidades), mit 9 (später 10) regionalen Passagierzentren (CEP – Centros de Exploração de Passageiros). Es wurde auch eine Frachtgut-Sparte betrieben, die RNTrans, neben weiteren, kleineren Logistik-Aktivitäten.
Die Busse der RN hatten ein einheitliches Erscheinungsbild, mit einem orangefarben lackierten unteren Busteil, und einem weißen oberen Teil, auf den das Firmenlogo angebracht war. Viele Busse waren nach Lizenzen von Leyland in Portugal hergestellt worden,  , dazu kamen unter anderen  Volvo- und AEC-Busse. So bestand die Flotte des größten CEP (Lissabon mit Cascais und Sintra) aus 1.300 Volvo-, 1.240 Leyland- und 850 AEC-Bussen.
Zur Vorbereitung der inzwischen regierungsseits beschlossenen Privatisierung der RN, wurde im Januar 1990 die vormals staatseigene RN in eine Aktiengesellschaft (S.A.) umgewandelt, nachdem bereits im Vorfeld Anleihen an privat ausgegeben worden waren, so 1985 in einer größeren Kampagne. Dabei wurden aus den regionalen CEP jeweils eigenständige Unternehmen, die unter dem Dach einer neugeschaffenen Holding firmierten, der RNIP (Rodoviária Nacional, Investimentos e Participações, S.A.) als direktes RN-Nachfolgeunternehmen. Ihr Kapital blieb vollständig in Staatsbesitz.
Ab 1991 begann der Verkauf der neugeschaffenen, aus den ehemaligen CEPs hervorgegangenen Unternehmen an privat. 1995 entstand, durch Zusammenschluss verschiedener CEP-Nachfolgeunternehmen, der neue Betreiber Rede Expressos. Er betreibt heute das größte landesweite Bus-Streckennetz und kann als Nachfolger der RN gelten. Einen weiteren beträchtlichen Teil des ehemaligen RN-Geschäftes sicherte sich der Barraqueiro-Konzern.